# Конниес
Конниес (Кённюэс) — река в Якутии, левый приток Анабара.
Длина реки — 103 км, площадь водосборного бассейна — 1090 км². Протекает в северо-восточном направлении. Высота истока составляет 84 м, высота устья — 1 м над уровнем моря. Ширина русла — от 27 м в верхнем течении до 35 м в нижнем.